# Libčice nad Vltavou
Libčice nad Vltavou (în germană Libschitz an der Moldau) este o comună urbană și un oraș din districtul Praga-Vest din regiunea Boemia Centrală a Cehiei. Are o populație de aproximativ 3.600 de locuitori.
Cel mai important obiectiv turistic al comunei este Biserica „Sfântul Bartolomeu, inițial o biserică gotică din secolul al XIV-lea, a fost reconstruită în stil baroc între1763–1769.

## Etimologie
Numele Libčice derivă din vechiul nume personal slav Lubek (Ľúbek, Líbek), care are sensul „satul oamenilor lui Lubek”. Numele personal în sine a fost derivat din adjectivul ľúbý, libý, care înseamnă „drăguț” sau „plăcut” în limba ceha veche. Atributul nad Vltavou (pe Vltava) se referă la localizarea sa în apropierea râului. Numele a apărut pentru prima dată ca Lubcice într-un text în limba latină.

## Geografie
Libčice nad Vltavou se află la aproximativ 9 kilometri (6 mi) nord de capitala Praga. Se găsește în Podișul Praga (în cehă: Pražská plošina). Cel mai înalt punct al comunei se află la 313 metri (1.027 ft) deasupra nivelului mării. 
Orașul se află pe malul stâng al râului Vltava, într-un meandru al acestuia.

## Istorie
Prima mențiune scrisă a lui Libčice (numit inițial Libšice) se găsește într-un act de fondare a Mănăstirii Břevnov din anul 993, când ducele Boleslau al II-lea al Boemiei a donat satul mănăstirii.
În 1850, a fost construită o cale ferată, iar satul a fost ulterior industrializat.
Numele Libšice a fost folosit până în anul 1924. În acel an, comunele învecinate Libšice, Letky și Chejnov au fost unite într-o singură comună și, ca Libčice nad Vltavou, orașul a fost promovat la rang de oraș târg.
În 1948, a fost promovat la rangul de oraș.

## Transporturi
Libčice nad Vltavou se află pe linia de cale ferată Praga – Ústí nad Labem via Kralupy nad Vltavou⁠(d).

## Obiective turistice

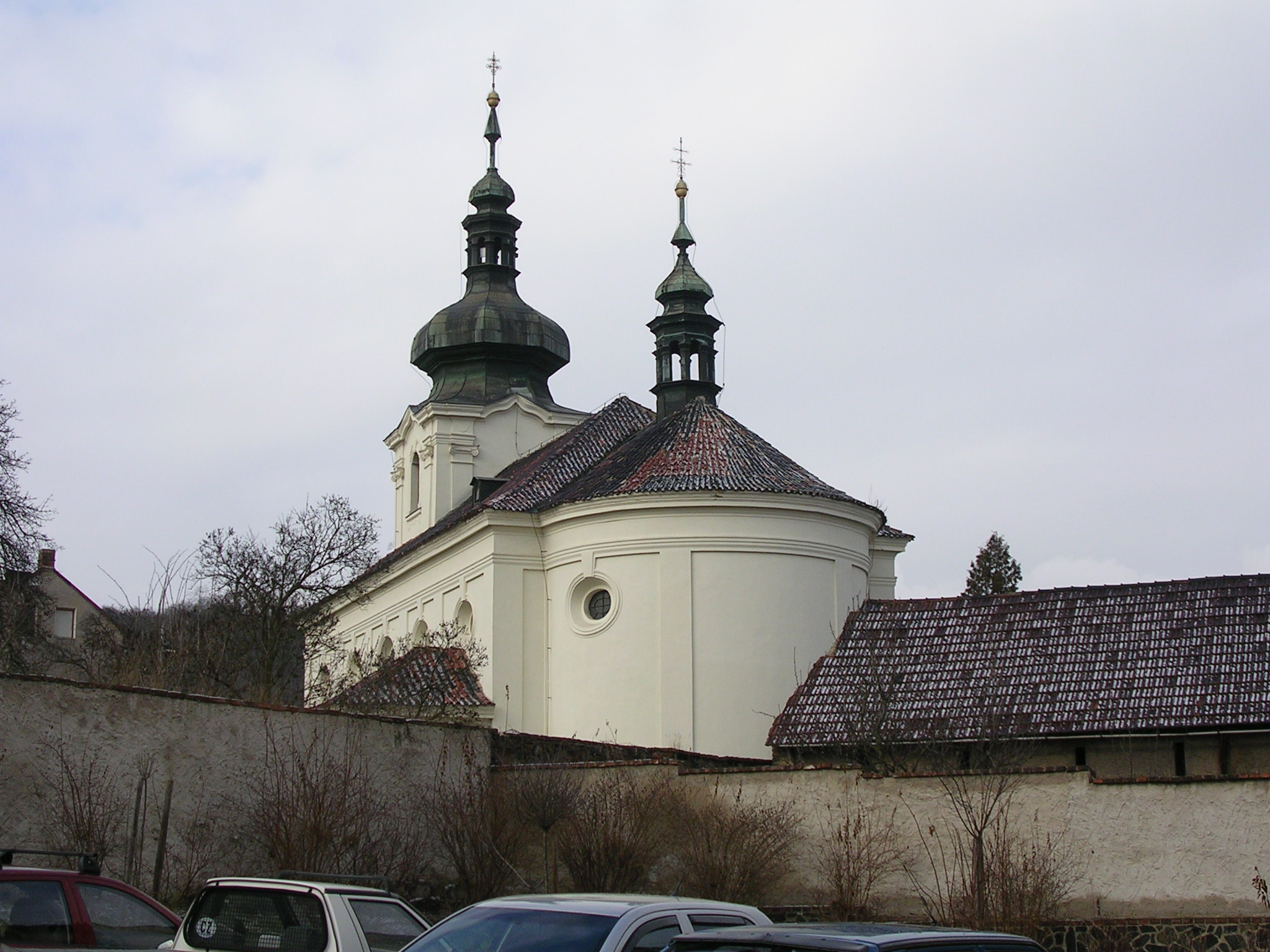
Biserica „Sfântul Bartolomeu”

Cel mai important monument al comunei este Biserica „Sfântul Bartolomeu”. A fost o biserică gotică construită în secolul al XIV-lea și complet reconstruită în stil baroc în perioada 1763–1769.
Biserica Evanghelică a fost construită în stil neoromanic între anii 1863–1865.

## Persoane notabile
- Miroslav Štěpánek⁠(d) (1923–2005), artist, animator și regizor de film
- Karel Franta⁠(d) (1928–2017), pictor și ilustrator
- Günter Bittengel⁠(d) (n. 1966), fotbalist și antrenor; locuiește aici

## Orașe înfrățite–orașe gemene
Comuna Libčice nad Vltavou este înfrățită cu:
- Moresco, Italia